# نموذج مبيعات استمرارية
إن برنامج الاستمرارية هو عرض بيع مقدم من إحدى الشركات حيث يوافق المشتري/المستهلك على تلقي منتجات أو خدمات بصورة تلقائية دوريًا (شهريًا غالبًا) وذلك دون إخطار مسبق حتى يقوم بإلغاء اشتراكه في البرنامج.

## كيفية عمل برنامج الاستمرارية
يمكن للمستهلك الاشتراك في أحد الخطط بمجرد قبول العرض التمهيدي للمنتجات أو الخدمات.
قد يتم تقديم «فترة تجريبية مجانية» تمهيدية في خطط الاستمرارية للسماح للعملاء المحتملين بالتعرف على المنتجات أو الخدمات واتخاذ قرار فيما يتعلق بالانضمام للخطة.
وإذا اختار المستهلك الاحتفاظ بالمنتج بعد الفترة التجريبية المجانية أو عجز عن إلغاء الخدمة أثناء الفترة التجريبية المجانية، فسيتوجب عليه الدفع مقابل الخدمة، فضلاً عن أنه سيكون عضوًا في الخطة تلقائيًا.
إن الانضمام إلى إحدى خطط الاستمرارية يعني موافقة المستهلك على طريقة البيع الخاصة بالخطة طالما كان عضوًا. وسيحصل تلقائيًا على شحنات من المنتج أو توفير للخدمة دوريًا. ولن يتلقى المستهلك أية إشعارات أو نماذج للرفض قبل كل عملية شحن أو فترة توفير الخدمة. سيستمر وصول الشحنات وتوفير الخدمات حتى يقوم المستهلكون بإلغاء اشتراكهم.
توفر بعض خطط الاستمرارية فترة «للموافقة». فبهذة الطريقة يمكن للمستهلكين التعرف على المنتج واتخاذ قرار فيما يتعلق بالاحتفاظ به والدفع مقابله. وتعمل الكثير من البرامج التي تبيع المقتنيات مثل: الطوابع أو العملات المعدنية، بهذة الطريقة. وتتطلب بعض خطط الاستمرارية الأخرى
أن يقوم الأشخاص بالدفع مقابل المنتج عند استلامهم له.

## الشروط والأحكام الإلزامية لبرنامج الاستمرارية
ينبغي على البائعين تقديم معلومات حول الشروط والأحكام الخاصة بالخطة بصورة واضحة
وجلية في المواد الترويجية.
قد تتضمن تلك الشروط:
أن يصبح المستهلك عضوًا إذا قبل بالمنتج التمهيدي أو الفترة المبدئية من الخدمات، ما لم يقم بالإلغاء.
- أن التسليم الدوري للمنتجات أو الخدمات سيتم دون الحاجة إلى إجراءات أخرى من طرف المستهلك.
- وصف للمنتجات أو الخدمات المتفق على شرائها.
- إذا ما كان يوجد حد أدنى للشراء.
- مدى تواتر الحصول على المنتجات أو الخدمات.
- توضيح لطريقة الفوترة أو التحصيل المتبعة في الخطة لكل شحنة أو فترة توفير الخدمة.
- الوقت المتاح لاستعراض المنتجات التي تنتظر «الموافقة» قبل أن يكون المستهلك ملزمًا بالدفع.
- شروط سياسة الإرجاع أو استرداد الأموال التابعة للخطة.
- كيف يمكن للمستهلكين إلغاء اشتراكاتهم والوقت المناسب لذلك.

و
- أسعار المنتجات أو الخدمات في حالة عجز المستهلك عن إلغاء الاشتراك، وتتضمن رسوم الشحن والتسليم إن وجدت.

عادة ما تستخدم الخطة لعمليات الشحن المستقبلية طريقة الفوترة أو التحصيل نفسها والمتبعة مع المنتجات أو فترة توفير الخدمة التمهيدية.

## رسالة لجنة التجارة الفيدرالية (FTC) إلى المستهلكين
يتم ترويج خطط الاستمرارية في الصحف والمجلات والإعلانات الإذاعية والتلفزيونية والبريد الدعائي المباشر وعبر الهاتف والإنترنت.
قبل موافقة المستهلك على أية خطة، ينبغي عليه:
- قراءة الشروط والأحكام الخاصة بالخطة بعناية لفهم الالتزامات المتضمنة في الاشتراك قبل الانضمام لها.
- الاحتفاظ بنسخ من وثائق الخطة والموضح بها الشروط والأحكام

الخاصة بها. يتم في بعض الخطط إرسال هذه المعلومات للمستهلك مع الشحنة التمهيدية.
- إذا تم العرض عبر الهاتف، ينبغي على المستهلك الاستماع بحرص، ويجب عليه طلب تكرارها من البائع في حالة عدم فهم أي من الشروط. تدوين المعلومات المهمة، مثل رقم هاتف أو عنوان خدمة العملاء. يجب على المستهلك عدم الرضوخ لأساليب البيع عالية الضغط؛ وفي حالة عدم الرغبة في الاستفادة من العرض، فيجب إنهاء المكالمة.
- التحقق من البائع. يمكن الاتصال بـ جمعية حماية المستهلك المحلية أو منظمة الرقي بالأعمال (BBB) لمعرفة إذا ما كانت هناك أية شكاوي ضد هذا البائع. قد تشير الشكاوي إلى وجود بعض الممارسات المريبة، ولكن عدم وجود شكاوي لا يشير بالضرورة إلى أن البائع ليس لديه مشكلات. إن الأعمال التجارية المشبوهة أو من يعملون بها عادةً ما يغيرون الأسماء والأماكن لإخفاء سجلات الشكاوي.[1]

## وصلات خارجية
- Federal Trade Commission Home Page